# Алем (Нідерланди)
Алем (нід. Alem) — село в нідерландській провінції Гелдерланд. Входить до муніципалітету Масдріл.
Його площа становить 5,93км², а населення станом на 2021 рік складало 645 осіб.
Перша згадка про населений пункт датується 1107-им роком. До 1958 року мало статус окремого муніципалітету.

## Галерея

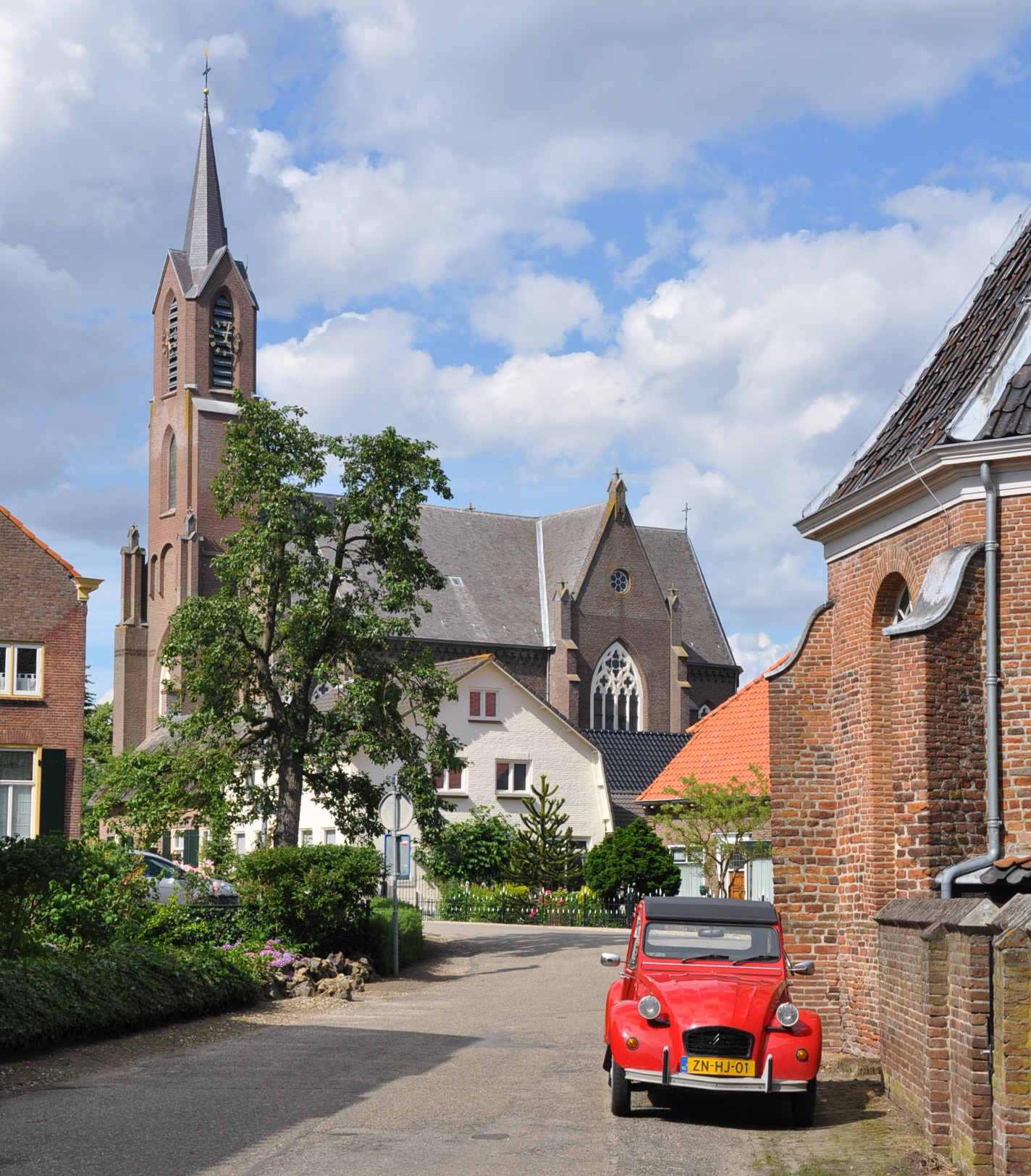
Вулична панорама
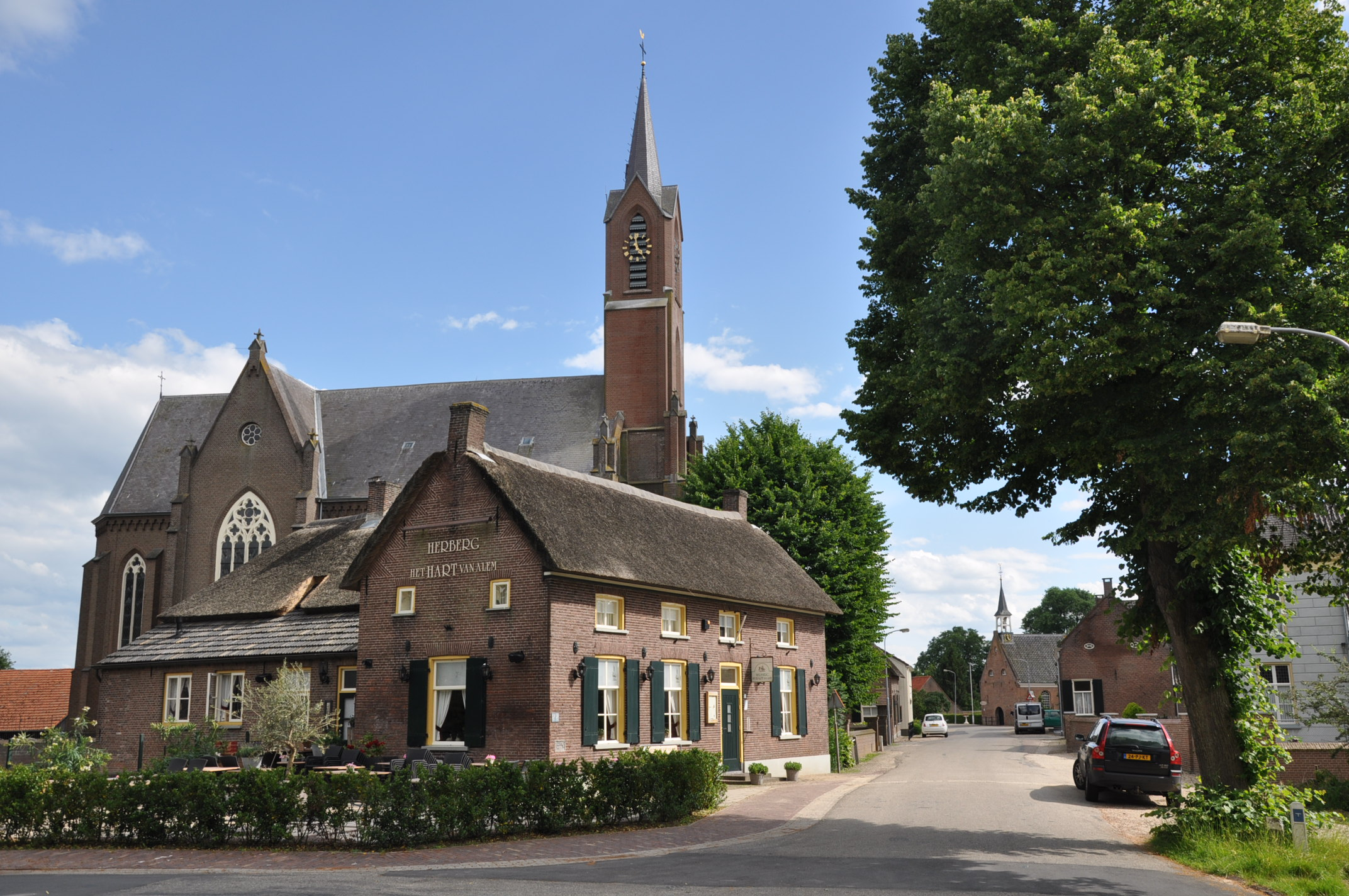
Церква в Алемі
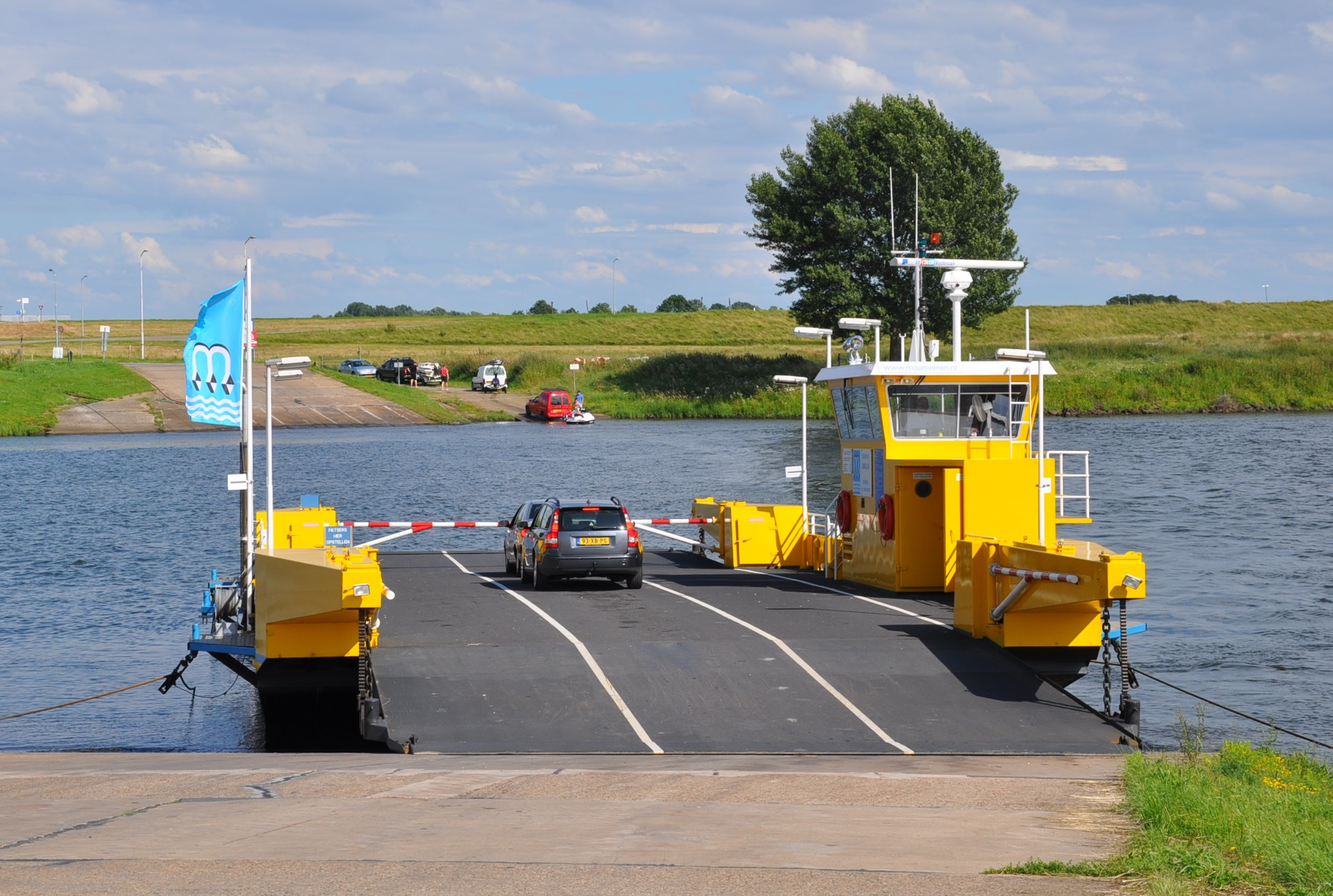
Паромна переправа через Маас